# Lee Wan Wah
Lee Wan Wah (* 24. November 1975) ist ein Badmintonspieler aus Malaysia.
Er nahm bei den Olympischen Spielen 2004 im Männerdoppel Badminton mit seinem Partner Choong Tan Fook teil. Sie hatten ein Freilos in der ersten Runde und bezwangen in der zweiten Runde Pramote Teerawiwatana und Tesana Panvisavas aus Thailand. Im Viertelfinale unterlagen Lee und Chook gegen Lee Dong-soo und Yoo Yong-sung aus Südkorea mit 11:15, 15:11, 15:9.

## Sportliche Erfolge
| Jahr                             | Wettkampf                   | Ort             | Platzierung |
| -------------------------------- | --------------------------- | --------------- | ----------- |
| 2009                             |                             |                 |             |
| 2009 Hong Kong Open Super Series | Hongkong                    | Halbfinalist    |             |
| 2009 Macau Open Grand Prix Gold  | Macau                       | Finalist        |             |
| Weltmeisterschaft                | Hyderabad, Indien           | 1. Runde        |             |
| 2009 India Open                  | Indien                      | Sieger          |             |
| 2008                             |                             |                 |             |
| Vietnam Open                     | Vietnam                     | Sieger          |             |
| Olympia 2008                     | Peking, China               | 1. Runde        |             |
| All England 2008                 | England                     | Halbfinalist    |             |
| 2007                             |                             |                 |             |
| Weltmeisterschaft                | Kuala Lumpur, MAS           | Halbfinalist    |             |
| Asienmeisterschaft               | Johor Bahru, MAS            | Sieger          |             |
| All England Super Series 2007    | Birmingham, ENG             | Viertelfinalist |             |
| Korea Open Super Series 2007     | Seoul, KOR                  | Viertelfinalist |             |
| 2006                             |                             |                 |             |
| Hong Kong Open                   | Hongkong, HKG               | Finalist        |             |
| Thailand Open                    | THA                         | Halbfinalist    |             |
| Proton Malaysia Open             | Kuching, MAS                | Halbfinalist    |             |
| Asienmeisterschaft               | Johor Bahru, MAS            | Sieger          |             |
| All England                      | Birmingham, ENG             | Finalist        |             |
| 2005                             |                             |                 |             |
| Dutch Open                       |                             | Sieger          |             |
| Djarum Indonesia Open            |                             | Halbfinalist    |             |
| China Masters                    |                             | Finalist        |             |
| 2004                             |                             |                 |             |
| Olympia 2004                     | Athen, Griechenland         | Viertelfinalist |             |
| Proton Malaysia Open             | MAS                         | Sieger          |             |
| Asienmeisterschaft               | Kuala Lumpur, MAS           | Viertelfinalist |             |
| All England                      | Birmingham, ENG             | Finalist        |             |
| Swiss Open                       |                             | Halbfinalist    |             |
| 2003                             |                             |                 |             |
| China Open                       |                             | Finalist        |             |
| Hong Kong Open                   |                             | Finalist        |             |
| Proton Malaysia Open             |                             | Halbfinalist    |             |
| Indonesia Open                   |                             | Halbfinalist    |             |
| Singapur Open                    |                             | Halbfinalist    |             |
| All England                      | Birmingham, ENG             | Viertelfinalist |             |
| SEA Games                        | Hanoi, Vietnam              | Sieger          |             |
| 2002                             |                             |                 |             |
| Commonwealth Games               | Manchester, ENG             | Finalist        |             |
| Japan Open                       |                             | Finalist        |             |
| 2001                             |                             |                 |             |
| All England                      | Birmingham, ENG             | Halbfinalist    |             |
| SEA Games                        | Kuala Lumpur, MAS           | Halbfinalist    |             |
| Weltmeisterschaft                | Sevilla, Spanien            | Halbfinalist    |             |
| 2000                             |                             |                 |             |
| Asienmeisterschaft               | Jakarta, INA                | Finalist        |             |
| Olympia 2000                     | Sydney, AUS                 | Halbfinalist    |             |
| 1999                             |                             |                 |             |
| All England                      | Birmingham, ENG             | Halbfinalist    |             |
| World Badminton Grand Prix       | Bandar Seri Begawan, Brunei | Halbfinalist    |             |
| SEA Games                        | Bandar Seri Begawan, Brunei | Halbfinalist    |             |
| Singapur Open                    | Singapur                    | Sieger          |             |
| Dutch Open                       |                             | Sieger          |             |
| 1998                             |                             |                 |             |
| Commonwealth Games               | Kuala Lumpur, MAS           | Sieger          |             |
| 1997                             |                             |                 |             |
| Asienmeisterschaft               | Kuala Lumpur, MAS           | Finalist        |             |
| Proton Malaysia Open             |                             | Halbfinalist    |             |
| 1996                             |                             |                 |             |
| Proton Malaysia Open             |                             | Finalist        |             |
| Vietnam Open                     |                             | Sieger          |             |